# Bob Sweikert
Robert Charles Sweikert (Los Ángeles, 20 de mayo de 1926-Salem, 17 de junio de 1956) fue un piloto de automovilismo estadounidense.
Participó en 7 oportunidades de la Indianapolis 500. Ganó la edición de 1955 con un Kurtis Kraft, cuando era parte del Campeonato Nacional de la AAA y del Campeonato de Fórmula 1. Ese año también se coronó campeón del Campeonato Nacional, sobre Jimmy Bryan. Falleció a los 30 años, en una carrera en Salem Speedway, tras despistarse en el ingreso a una curva.

## Resultados

### Fórmula 1
(Clave) (negrita indica pole position) (cursiva indica vuelta rápida)

| Año         | Escudería          | 1   | 2       | 3       | 4   | 5   | 6   | 7   | 8   | 9   | 10  | Pos. | Puntos |
| ----------- | ------------------ | --- | ------- | ------- | --- | --- | --- | --- | --- | --- | --- | ---- | ------ |
| 1950        | Ray Carter         | GBR | MON     | 500 DNQ | SUI | BEL | FRA | ITA |     |     |     | NC   | 0      |
| 1951        | Marion Engineering | SUI | 500 DNQ | BEL     | FRA | GBR | GER | ITA | ESP |     |     | NC   | 0      |
| 1952        | Lee Elkins         | SUI | 500 Ret | BEL     | FRA | GBR | GER | NED | ITA |     |     | NC   | 0      |
| 1953        | Dean Van Lines     | ARG | 500 Ret | NED     | BEL | FRA | GER | GBR | SUI | ITA | ESP | NC   | 0      |
| 1954        | Lutes Truck Parts  | ARG | 500 14  | BEL     | FRA | GBR | GER | SUI | ITA | ESP |     | NC   | 0      |
| 1955        | John Zink          | ARG | MON     | 500 1   | BEL | NED | GBR | ITA |     |     |     | 7°   | 8      |
| 1956        | D-A Lubricants     | ARG | MON     | 500 6   | BEL | FRA | GBR | GER | ITA |     |     | NC   | 0      |
| Referencia: |                    |     |         |         |     |     |     |     |     |     |     |      |        |